# Gura Vadului
Gura Vadului – wieś w Rumunii, w okręgu Prahova, w gminie Gura Vadului. W 2011 roku liczyła 1223 mieszkańców.